# Моравія
49°30′ пн. ш. 17°00′ сх. д. / 49.5° пн. ш. 17° сх. д.
Мора́вія або Мора́ва (чеськ. Morava; нім. Mähren; пол. Morawy; лат. Moravia) — історична область в Чехії. У складі Чехословаччини поділялась на дві області:
- Південна Моравія: площа 15030 км²; столиця Брно; населення 2048900 (1991)
- Північна Моравія: площа 11070 км²; столиця Острава; населення 1961500 (1991); особливості: річка Морава, від її назви і походить назва регіону; 25% вкрита лісами; виробляється: на півдні — кукурудза, виноград, вино; пшениця, ячмінь, жито, льон, цукровий буряк — на півночі; добувають вугілля і залізо;

## Етнографічні краї

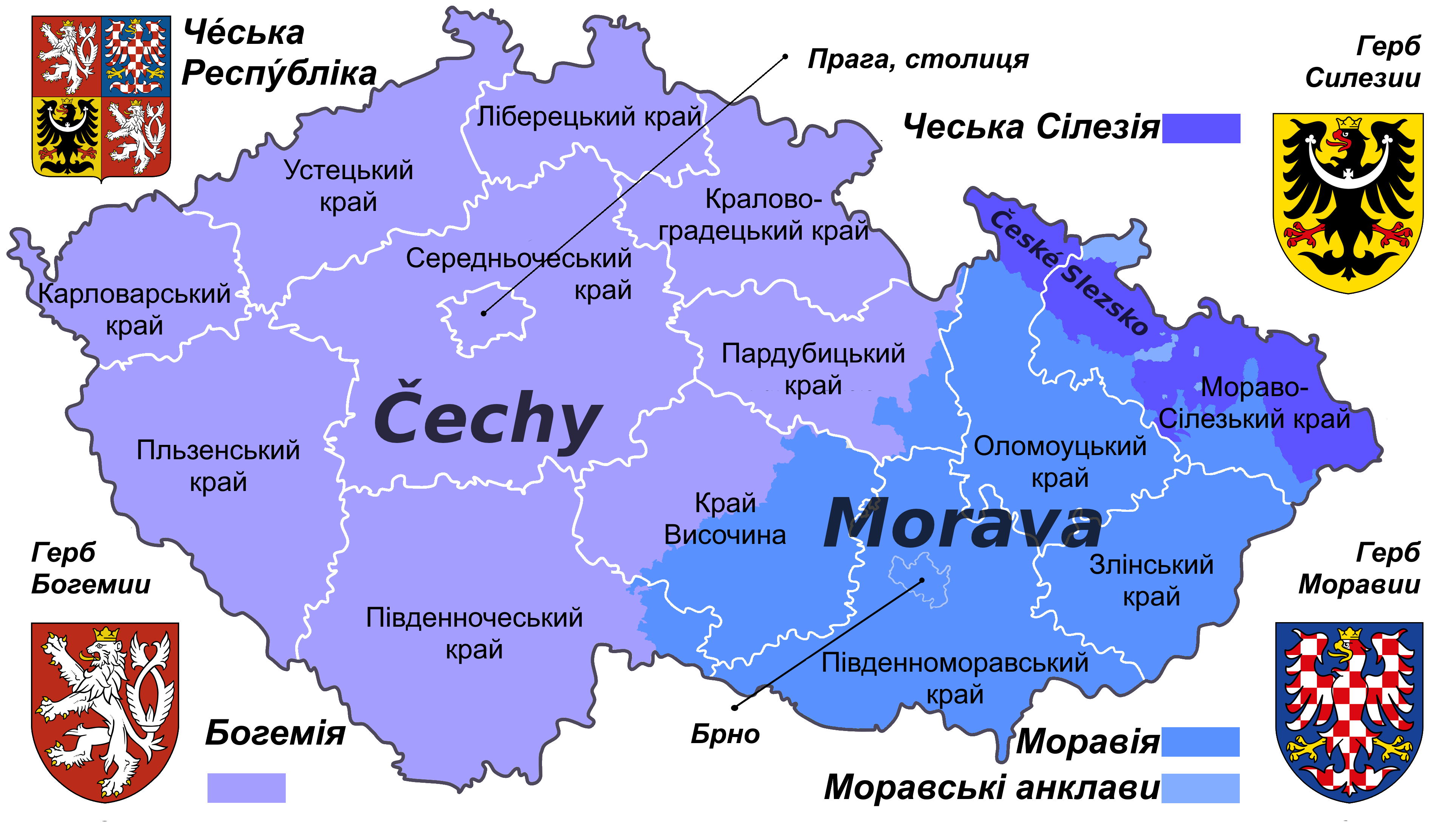
Чеські землі у порівнянні з сучасними адміністративними одиницями

У залежності від мовних і культурних особливостей, Морава поділяється на 5 країв:
- Гана (чеськ. Hanácko) — північна частина, що лежить у долині річки Гани (чеськ. Haná) та є ядром моравської культури
- Ляшшя (чеськ. Lašsko) — північно-східна частина Морави
- Горяччина (чеськ. Horácko) — західна частина Морави, що знаходиться на Моравській височині
- Словаччина (чеськ. Slovácko) — південно-східна частина Морави, населення якої розмовляє говорами чеської мови, близькими до словацької мови
- Волощина (чеськ. Valašsko) — південно-східна частина Морави, що знаходиться у Бескидах та зазнала волоського впливу

## Історія

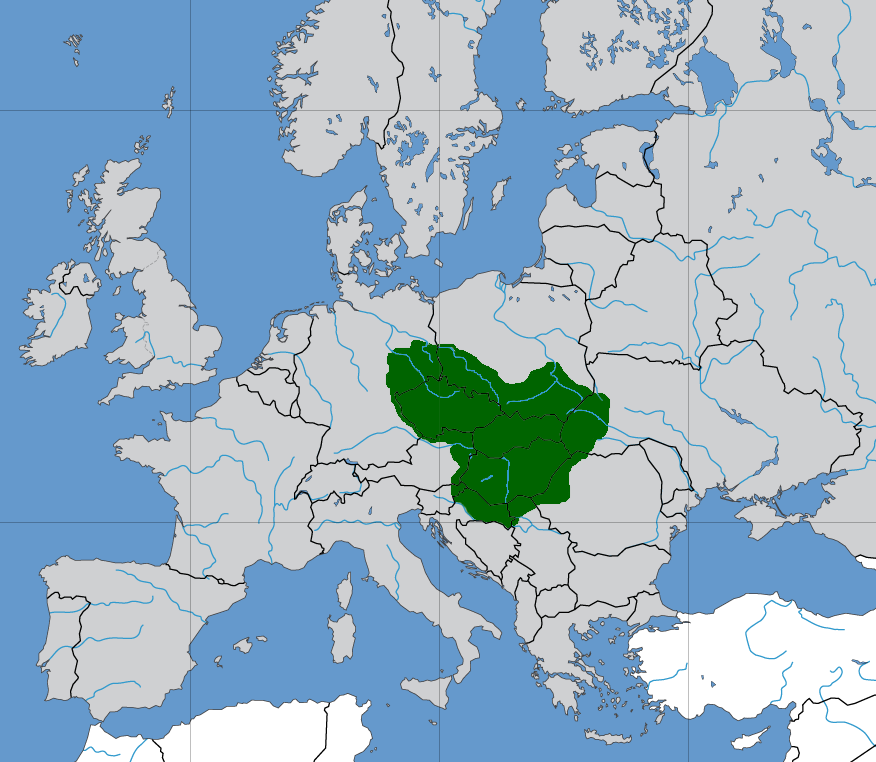
Карта Великої Моравії під час правління Святополка I (871–894 роки), кордони території Моравії накладаються на кордони сучасних європейських держав.

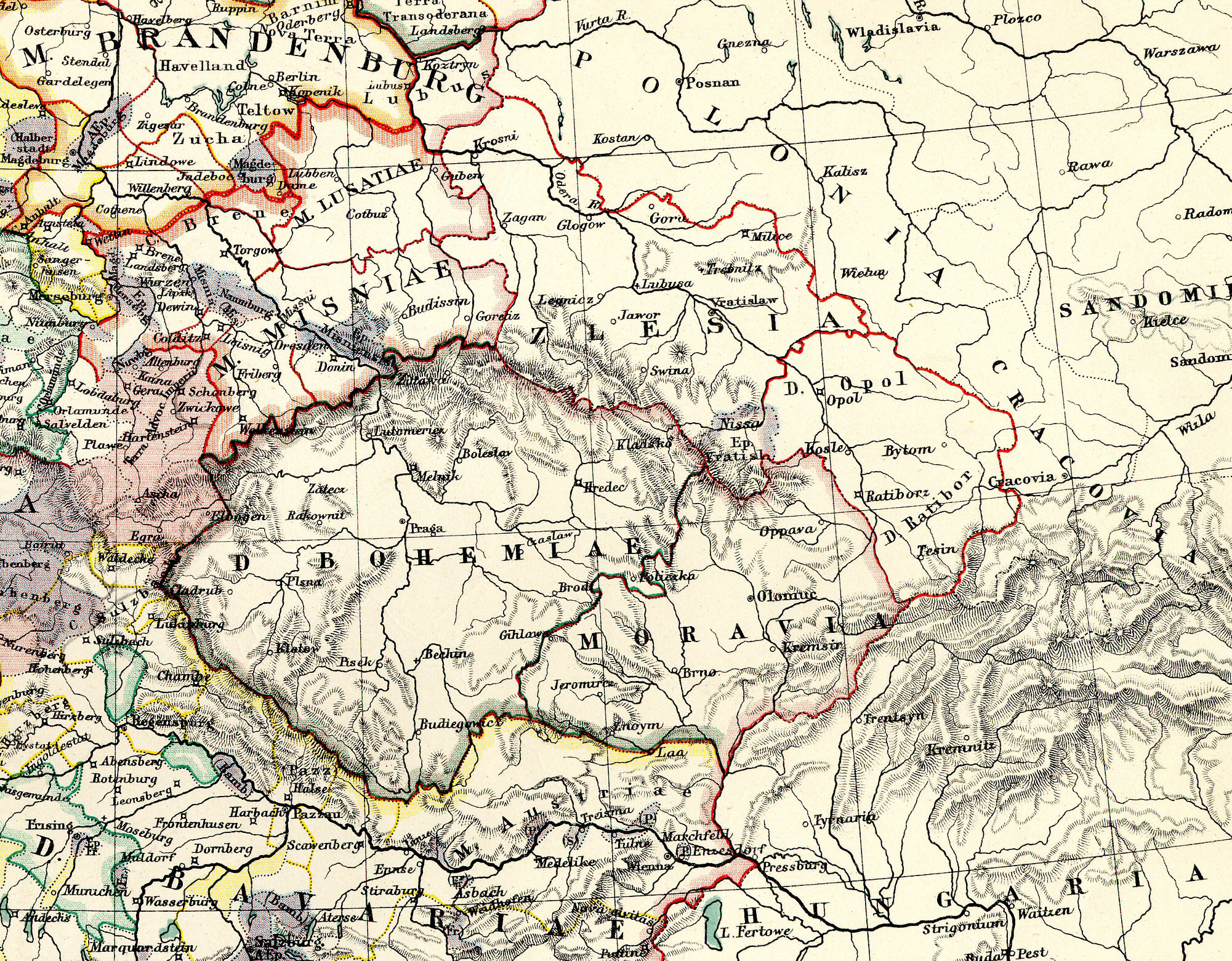
Моравія у 1138–1254 роках та її сусіди

- Частина території Авар з 6 століття;
- Після переселення слов'ян (близько 600 року) франкський купець Само звільняє західнослов'янські племена від панування аварів (після 626 року) і впливу східнофранкської держави (631 року в битві біля замку Вогастіс). По його смерті держава розпадається і потрапляє в 805 році у податкову залежність від Карла Великого.
- Князь Моймир І (830–846 роки) близько 830 року створює Великоморавське князівство. Його небіж Ростислав (846–870 роки) позбавляється залежності від східнофранкської держави за підтримки Візантії. Зі схвалення Риму та за допомогою апостолів слов'ян Кирила і Мефодія утворюється самостійна церковна організація з власною слов'янською церковною мовою і літургією. Проте вона втрачає незалежність у 885 році по смерті Мефодія, якого Рим призначив єпископом. Після кількох невдалих походів Людовика Німецького спалахує велике повстання Ростислава проти німців.
- 870–894 роки — правління Святополка (небіж Ростислава), що бере в полон свого дядька і видає його східнофранкському королю. Повстання завершується після чотирьох років боротьби Фортгаймським миром у 874 році. Того ж року Святополк перетворює своє князівство в королівство Велика Моравія, де правив до 894 року. Святополк втрачає Нижню Панонію, однак продовжує експансіоністську політику і завойовує Судети, Словаччину, Богемію, Верхню Панонію та Сілезію.
- Завойована Священною Римською імперією Карлемана[джерело?].
- 880 року надання у власність Великоморавії святому Петру та його вікарію в Римі[джерело?].
- Була завойована мадярами в 906, стала частиною Чехії в 1029.
- Моравія перейшла до Габсбургів у 1526, під австрійською короною — з 1849.
- Увійшла до складу нової республіки Чехословаччини в 1918, стала провінцією в 1949.